# فرودگاه صحرایی کونسوئلو
فرودگاه صحرایی کونسوئلو (به انگلیسی: Consuelo Field) یک فرودگاه همگانی است که یک باند فرود سنگفرش دارد و طول باند آن ۴۶ متر است. این فرودگاه در کشور جمهوری دومینیکن قرار دارد و در ارتفاع ۹ متری از سطح دریا واقع شده‌است.